# Jimmy Cabot
Pour les articles homonymes, voir Cabot.
Jimmy Cabot, né le 18 avril 1994 à Chambéry en France, est un footballeur français qui a évolué au poste de milieu droit.

## Biographie

### Parcours jeune
Né le 18 avril 1994 à Chambéry, Jimmy Cabot commence la pratique du football au FC Villargondran, dans la vallée de la Maurienne, en 2003. Il y joue durant deux saisons, avant d'intégrer en 2005 le CA Maurienne Football, à Saint-Jean-de-Maurienne. Il cherche alors à intégrer le centre de formation de l'Olympique lyonnais, mais n'est pas retenu.
En 2009, à l'âge de quinze ans, Jimmy Cabot est recruté par l'ES Troyes AC, dont il intègre le centre de formation. Il s'affirme comme l'un des meilleurs espoirs du club troyen, à l'instar de Corentin Jean, avec lequel il se lie d'amitié. Appelé pour une détection en équipe de France des moins de 18 ans, il réalise une prestation qu'il juge « catastrophique » a posteriori, et n'est plus rappelé par la suite.

### ESTAC Troyes
À l'âge de 18 ans, le 19 janvier 2013, il fait ses débuts en Ligue 1 : face au FC Lorient, sur la pelouse du stade du Moustoir, il remplace Stéphane Darbion en fin de rencontre. Une première apparition chez les pros suivie d'une seconde, trois jours plus tard, titularisé en Coupe de France contre le Vendée Fontenay Foot,.
Après avoir réalisé la préparation de la saison 2013-2014 avec l'effectif professionnel dirigé par Jean-Marc Furlan, il marque trois buts durant le mois d'août 2013, deux en Coupe de la Ligue, et un contre le Nîmes Olympique en Ligue 2. Des performances qui convainquent le staff technique troyen : le 19 septembre 2013, Jimmy Cabot signe un premier contrat professionnel de trois ans en faveur de son club formateur,. Appelé, sans jouer, en équipe de France des moins de 20 ans par Ludovic Batelli, il reste cependant cantonné à un rôle de joker, n'étant que rarement titulaire lors de ses 24 apparitions en championnat durant la saison 2013-2014. En fin de saison, cependant, il est de nouveau appelé avec les moins de 20 ans tricolores pour le Tournoi de Toulon mais, une nouvelle fois, ne dispute aucune rencontre.
Lors de la saison 2014-2015, la progression de Jimmy Cabot est freinée par une longue série de pépins physiques, le joueur ne parvenant pas à « enchaîner un mois sans blessures ». Il n'est ainsi titularisé qu'à une seule reprise par Jean-Marc Furlan durant la saison, le 6 février 2015 à l'occasion d'une rencontre face au GFC Ajaccio, et ne participe donc que modérément au bon parcours troyen, qui se conclut par un titre de champion de France de Ligue 2 et une remontée dans l'élite. Après un début de saison 2015-2016 où Furlan continue de le cantonner à un rôle de joker, Jimmy Cabot profite du départ de ce dernier, remplacé par Claude Robin, pour gagner sa place de titulaire. Il marque ainsi son premier but en Ligue 1, contre le SC Bastia le 12 décembre 2015, sur une passe de Jonathan Martins Pereira, avant de réussir un doublé et une passe décisive contre le LOSC Lille, le 23 janvier 2016, pour le premier succès de la saison de son club en championnat.

### FC Lorient
Le 29 janvier 2016, alors qu'il était annoncé un peu partout en France (Lille, Lyon ou encore Saint-Étienne), Jimmy choisi finalement de rejoindre le FC Lorient. Le président de Troyes confirme le transfert dans la soirée. Il est buteur pour sa première titularisation, lors de la réception du Montpellier HSC le 6 février.
En fin de contrat au FC Lorient à l'issue de la saison 2019-2020, il choisit de ne pas prolonger et se retrouve libre de s'engager là où il le souhaite. Il termine ainsi son aventure lorientaise sur une montée en Ligue 1 acquise grâce à l'arrêt définitif de la Ligue 2 prononcé par la LFP et dû à la pandémie de Covid-19.

### Angers SCO
Le 25 septembre 2020, libre de tout contrat, il signe trois ans à l'Angers SCO. Il disputa son premier match sous ses nouvelles couleurs le 27 septembre 2020 face au Stade brestois 29. Auteur de deux saisons réussies, il disputera 47 rencontres dont un but marqué face au Nîmes Olympique le 8 novembre 2020.

### RC Lens
Le 22 juin 2022, il signe pour 4 ans au RC Lens. Pour un montant de plus ou moins 2 millions d'euros. Il débarque en Artois afin de pallier l'éventuel départ de Jonathan Clauss en tant que piston droit, départ qui se confirme par la suite. Il joua son premier match sous les couleurs artésiennes le 7 août 2022 lors d'une victoire 3-2 face au Stade brestois 29. En octobre, Cabot subit une rupture du ligament croisé antérieur du genou gauche lors d'un match de championnat contre le Montpellier HSC. Cette blessure le contraint, le 19 décembre 2024, à mettre un terme à sa carrière de footballeur professionnel à l'âge de 30 ans.

## Statistiques
| Saison                | Club                  | Championnat           | Championnat | Championnat | Championnat | Coupe nationale | Coupe nationale | Coupe nationale | Coupe de la Ligue | Coupe de la Ligue | Coupe de la Ligue | Compétition(s) continentale(s) | Compétition(s) continentale(s) | Compétition(s) continentale(s) | Compétition(s) continentale(s) | Autres compétitions | Autres compétitions | Autres compétitions | Autres compétitions | Total | Total | Total |
| Saison                | Club                  | Division              | M.          | B.          | P.d.        | M.              | B.              | P.d.            | M.                | B.                | P.d.              | Comp.                          | M.                             | B.                             | P.d.                           | Comp.               | M.                  | B.                  | P.d.                | M.    | B.    | P.d.  |
| 2012-2013             | ES Troyes AC          | Ligue 1               | 1           | 0           | 0           | 1               | 0               | 0               | -                 | -                 | -                 | -                              | -                              | -                              | -                              | -                   | -                   | -                   | -                   | 2     | 0     | 0     |
| 2013-2014             | ES Troyes AC          | Ligue 2               | 24          | 2           | 2           | 2               | 0               | 0               | 3                 | 3                 | 0                 | -                              | -                              | -                              | -                              | -                   | -                   | -                   | -                   | 29    | 5     | 2     |
| 2014-2015             | ES Troyes AC          | Ligue 2               | 13          | 1           | 0           | 2               | 1               | 0               | 1                 | 0                 | 0                 | -                              | -                              | -                              | -                              | -                   | -                   | -                   | -                   | 16    | 2     | 0     |
| 2015-2016             | ES Troyes AC          | Ligue 1               | 15          | 3           | 1           | 2               | 0               | 0               | 1                 | 0                 | 0                 | -                              | -                              | -                              | -                              | -                   | -                   | -                   | -                   | 18    | 3     | 1     |
| Sous-total            | Sous-total            | Sous-total            | 53          | 6           | 3           | 7               | 1               | 0               | 5                 | 3                 | 0                 | -                              | -                              | -                              | -                              | -                   | -                   | -                   | -                   | 65    | 10    | 3     |
| 2015-2016             | FC Lorient            | Ligue 1               | 13          | 1           | 3           | 2               | 0               | 0               | -                 | -                 | -                 | -                              | -                              | -                              | -                              | -                   | -                   | -                   | -                   | 15    | 1     | 3     |
| 2016-2017             | FC Lorient            | Ligue 1               | 25          | 5           | 4           | 3               | 1               | 0               | -                 | -                 | -                 | -                              | -                              | -                              | -                              | BR                  | 2                   | 0                   | 0                   | 30    | 6     | 4     |
| 2017-2018             | FC Lorient            | Ligue 2               | 28          | 1           | 5           | 3               | 1               | 0               | 3                 | 1                 | 1                 | -                              | -                              | -                              | -                              | -                   | -                   | -                   | -                   | 34    | 3     | 6     |
| 2018-2019             | FC Lorient            | Ligue 2               | 33          | 1           | 4           | -               | -               | -               | 1                 | 0                 | 1                 | -                              | -                              | -                              | -                              | -                   | -                   | -                   | -                   | 34    | 1     | 5     |
| 2019-2020             | FC Lorient            | Ligue 2               | 27          | 4           | 2           | 4               | 0               | 0               | 1                 | 0                 | 0                 | -                              | -                              | -                              | -                              | -                   | -                   | -                   | -                   | 32    | 4     | 2     |
| Sous-total            | Sous-total            | Sous-total            | 126         | 12          | 18          | 12              | 2               | 0               | 5                 | 1                 | 2                 | -                              | -                              | -                              | -                              | -                   | 2                   | 0                   | 0                   | 145   | 15    | 20    |
| 2020-2021             | Angers SCO            | Ligue 1               | 22          | 1           | 1           | 1               | 0               | 0               | -                 | -                 | -                 | -                              | -                              | -                              | -                              | -                   | -                   | -                   | -                   | 23    | 1     | 1     |
| 2021-2022             | Angers SCO            | Ligue 1               | 24          | 0           | 4           | -               | -               | -               | -                 | -                 | -                 | -                              | -                              | -                              | -                              | -                   | -                   | -                   | -                   | 24    | 0     | 4     |
| Sous-total            | Sous-total            | Sous-total            | 46          | 1           | 5           | 1               | 0               | 0               | -                 | -                 | -                 | -                              | -                              | -                              | -                              | -                   | -                   | -                   | -                   | 47    | 1     | 5     |
| 2022-2023             | RC Lens               | Ligue 1               | 11          | 0           | 1           | -               | -               | -               | -                 | -                 | -                 | -                              | -                              | -                              | -                              | -                   | -                   | -                   | -                   | 11    | 0     | 1     |
| 2023-2024             | RC Lens               | Ligue 1               | -           | -           | -           | -               | -               | -               | -                 | -                 | -                 | C1+C3                          | -                              | -                              | -                              | -                   | -                   | -                   | -                   | 0     | 0     | 0     |
| Sous-total            | Sous-total            | Sous-total            | 11          | 0           | 1           | -               | -               | -               | -                 | -                 | -                 | -                              | -                              | -                              | -                              | -                   | -                   | -                   | -                   | 11    | 0     | 1     |
| Total sur la carrière | Total sur la carrière | Total sur la carrière | 236         | 19          | 27          | 20              | 3               | 0               | 10                | 4                 | 2                 | -                              | -                              | -                              | -                              | -                   | 2                   | 0                   | 0                   | 268   | 26    | 29    |

## Palmarès
Jimmy Cabot est champion de France de Ligue 2 à deux reprises, en 2015 avec l'ES Troyes AC puis en 2020 avec le FC Lorient.
Avec le RC Lens, il est vice-champion de France en 2023.
| ESTAC Troyes (1)             | FC Lorient (1)               | RC Lens                           |
| ---------------------------- | ---------------------------- | --------------------------------- |
| - Ligue 2 - Champion : 2015. | - Ligue 2 - Champion : 2020. | - Ligue 1 - Vice-Champion : 2023. |